# ريم الزريبي
ريم الزريبي هي ممثلة تونسية.

## التلفزيون
- 1999 - 2000: ريح المسك للمخرج حمادي عرافة.
- 2001: ملا أنا للمخرج عبد القادر الجربي.
- 2005: شعبان في رمضان للمخرجة سلمى بكار.
- 2006 - 2008: شوفلي حل (المواسم 2 و3و4) للمخرج صلاح الدين الصيد بدور فوفا.
- 2012: باب الحارة 2100 للمخرجة هيفاء عرعار بدور أم كارلوس.
- 2012: دار الوزير للمخرج صلاح الدين الصيد.
- 2014: عائلة تونسية للمخرج سليمان الشاوش.
- 2015: الريسك للمخرج نصر الدين السهيلي.
- 2017: الدوامة للمخرج نعيم بن رحومة بدور عديلة.[2]
- 2019: مسرح العائلة للمخرج أنور العياشي.

## المسرح
ريم الزريبي هي ممثلة كوميدية وعضو قار في فرقة مدينة تونس.
- 2009: حيرة وتشنشين إخراج زهير الرايس.
- 2010: إيجا وحدك إخراج إكرام عزوز وفتحي المسلماني.
- 2011: الليل زاهي اقتباس وإخراج فرحات الجديد.
- 2013: أهوال نص وإخراج محمد كوكة.
- 2014: 24 ساعة إنذار نص جلال الدين السعدي وإخراج منجي بن حفصية.
- 2015: ظلموني حبايبي إخراج عبد العزيز المحرزي.
- 2016: كشمار ترجمة وإخراج زهير الرايس.